# Pedro Homem da Costa Noronha
Pedro Homem da Costa Noronha foi um oficial do Exército Português, onde atingiu o posto de tenente-coronel do 1.º do Batalhão de Artilharia e do Batalhão de Caçadores n.º 5, aquartelados na Fortaleza de São João Baptista de Angra do Heroísmo, foi fidalgo e cavaleiro da Casa Real, herdeiro da casa e morgados dos seus antepassados. 

## Biografia
Foi um dos militares portugues que assinaram o Auto porque foram proclamados em Angra os direitos de El-Rei D. Pedro IV conforme extracto do Livro das Vereações, folha 238. da Câmara Municipal de Angra do Heroísmo, publicado nos Anais da ilha Terceira: Auto porque foram proclamados em Angra os direitos de El-Rei D. Pedro IV e foi nomeado o Governo Interino.
"Ano do nascimento de Nosso Senhor Jesus Cristo de mil oitocentos e vinte oito, aos vinte e dois dias do mês de Junho do dito ano nesta cidade de Angra da ilha Terceira, e na sala da câmara da mesma cidade onde se achavam juntos em vereação extraordinária o ministro dr. juiz de fora, presidente, vereadores, procurador do concelho, e mais pessoas da nobreza e povo, abaixo assinados, se procedeu à vereação do modo seguinte: Nesta vereação apresentou o ministro juiz de fora presidente a participação que havia recebido do comandante interino do Batalhão n.º 5. de Caçadores, José Quintino Dias, na qual se lhe comunica a deliberação que tomou o referido Batalhão de restaurar a legitimidade do Sr. D. Pedro IV e de sua augusta filho a senhora D.. Maria II: para o que o forçaram as circunstâncias a prender o governador e capitão-general destas ilhas: em consequência do que se fazia necessária a nomeação do governo interino na forma do alvará de 12 de Setembro de 1776. E logo na presença das sobreditas representações, e acontecimentos que tiveram lugar no dia de hoje, em que a tropa cheia do entusiasmo tem aclamado El-Rei o Sr. D. Pedro IV por legítimo Rei deste reino, e sua Augusta filha a Senhora D. Maria II nossa Rainha, na conformidade da Carta Constitucional, protestando derramar a última gota de sangue para defender a sua legitimidade: se deliberou pela Câmara, e mais pessoas que foram presentes, que ficasse de nenhum efeito o acto do vereação do dia 18 do mês passado no qual foi aclamado o sereníssimo infante de Miguel por uma comoção popular, que nesse dia teve lugar, sem que a Câmara pudesse deliberar, nem as pessoas das três classes do estado, sobre as medidas que então convinha adoptar-se.
Outrossim que visto o impedimento do Governador e Capitão-General, se destinassem as pessoas que deviam compor o Governo Interino na conformidade do citado alvará, atenta a escusa do dr. corregedor, e não ser presente o deão deste bispado, pela exclusão que dele fez o voto unânime da mesma tropa; e nesta conformidade recaía a nomeação legal no referido tesoureiro mor leão João da Cunha Ferraz, por é hoje a imediata dignidade da Sé ao dito deão; o brigadeiro D. Inácio de Castil Branco do Canto, o ministro dr. juiz de fora, presidente da Câmara e corregedor interino José Jacinto Valente Farinho, e para secretário o bacharel Manuel Joaquim Nogueira. E por esta forma se houve esta vereação por finda que assinaram os vogais presentes, perante mim Manuel José Borges da Costa, escrivão da Câmara o escrevi — Farinho — Barreto — Borges Cabral — Cabral." In: Anais da Ilha Terceira, extracto do Livro das Vereações, folha 238. da Câmara Municipal de Angra do Heroísmo. 
A 25 de Novembro de 1663 foi baptizado na Igreja de Nossa Senhora da Conceição, do concelho de Angra do Heroísmo.
Foi casado duas vezes, o primeiro casamento foi a 19 de Fevereiro de 1685, com D. Maria Josefa Bernarda da Câmara. O segundo casamento foi em 1698, com D. Clara Maria do Canto e Castro.
Filhos Pedro Homem da Costa Noronha e D. Maria Josefa Bernarda da Câmara:
1. Bernardo Homem da Costa de Noronha, Casou duas vezes, a primeira no dia 28 de Setembro de 1710, na Igreja de Nossa Senhora da Conceição de Angra do Heroísmo com D. Mariana Josefa do Canto e Castro. O segundo casamento foi em 26 de Julho de 1723 com D. Benedita Paula de Castro do Canto.
2. Heitor Homem da Costa Noronha, foi fidalgo e capitão da Casa Real e também cónego da Sé de Angra do Heroísmo.
3. D. Margarida Josefa de Noronha, que veio a casar com José Francisco do Canto e Castro Pacheco de Sampaio.
4. D. Luzia de São José, Religiosa no Convento da Esperança.
5. D. Ana de Jesus, Religiosa no Convento da Esperança.

Filhos Pedro Homem da Costa Noronha com D. Clara Maria do Canto e Castro:
1. Francisco. Faleceu ainda criança.
2. João Inácio Homem da Costa Noronha, casou com D. Clara Mariana Xavier de Noronha Corte Real.
3. Mateus Caetano Homem da Costa Noronha, foi cónego da Se de Angra do Heroísmo.
4. Paulo Manuel Homem da Costa Noronha, foi clérigo.
5. D. Inês Margarida  de Nazaré e Noronha. Foi casada com D. Pedro Alexandre de Castil Branco.
6. D Catarina Felícia de Nazaré da Costa Noronha, foi casada com Pedro de Castro do Canto.